# 5.ª etapa da Volta a Espanha de 2022
A 5.ª etapa da Volta a Espanha de 2022 teve lugar a 24 de agosto de 2022 entre Irún e Bilbao sobre um percurso de 187,2 km. O vencedor foi o espanhol Marc Soler do UAE Emirates e o francês Rudy Molard do Groupama-FDJ converteu-se no novo líder da corrida.

## Classificação da etapa
| Irun - Bilbau | média montanha | (187,2 km) |

| \| Classificação por etapas \| Classificação por etapas \| Classificação por etapas \| Classificação por etapas \| Classificação por etapas \| \| Ciclista \| Ciclista \| Equipe \| Tempo \| \| \| ------------------------ \| ------------------------ \| ------------------------ \| ------------------------ \| ------------------------ \| \| 1. \| Marc Soler \| UAE Team Emirates \| 4h15m23s \| \| \| 2. \| Daryl Impey \| Israel-Premier Tech \| + 4s \| \| \| 3. \| Fred Wright \| Bahrain Victorious \| + 4s \| \| \| 4. \| Rudy Molard \| Groupama-FDJ \| + 4s \| \| \| 5. \| Lawson Craddock \| BikeExchange-Jayco \| + 4s \| \| \| 6. \| Nikias Arndt \| Team DSM \| + 4s \| \| \| 7. \| Victor Langellotti \| Burgos-BH \| + 4s \| \| \| 8. \| Vadim Pronskiy \| Astana Qazaqstan Team \| + 4s \| \| \| 9. \| Gregor Mühlberger \| Movistar Team \| + 4s \| \| \| 10. \| Roger Adrià \| Equipo Kern Pharma \| + 4s \| \| |                    |                       |          |
| |                    |                       |          |
| Fonte: ProCyclingStats |                    |                       |          |
| Classificação por etapas |                    |                       |          |
| Ciclista | Ciclista           | Equipe                | Tempo    |
| 1. | Marc Soler         | UAE Team Emirates     | 4h15m23s |
| 2. | Daryl Impey        | Israel-Premier Tech   | + 4s     |
| 3. | Fred Wright        | Bahrain Victorious    | + 4s     |
| 4. | Rudy Molard        | Groupama-FDJ          | + 4s     |
| 5. | Lawson Craddock    | BikeExchange-Jayco    | + 4s     |
| 6. | Nikias Arndt       | Team DSM              | + 4s     |
| 7. | Victor Langellotti | Burgos-BH             | + 4s     |
| 8. | Vadim Pronskiy     | Astana Qazaqstan Team | + 4s     |
| 9. | Gregor Mühlberger  | Movistar Team         | + 4s     |
| 10. | Roger Adrià        | Equipo Kern Pharma    | + 4s     |

## Classificações ao final da etapa

### Classificação geral
| \| Classificação geral \| Classificação geral \| Classificação geral \| Classificação geral \| Classificação geral \| \| Ciclista \| Ciclista \| Equipe \| Tempo \| \| \| ------------------- \| ------------------- \| ---------------------- \| ------------------- \| ------------------- \| \| 1. \| Rudy Molard \| Groupama-FDJ \| 16h07m22s \| \| \| 2. \| Fred Wright \| Bahrain Victorious \| + 2s \| \| \| 3. \| Nikias Arndt \| Team DSM \| + 1m09s \| \| \| 4. \| Lawson Craddock \| BikeExchange-Jayco \| + 2m27s \| \| \| 5. \| Primož Roglič \| Jumbo-Visma \| + 4m09s \| \| \| 6. \| Sepp Kuss \| Jumbo-Visma \| + 4m22s \| \| \| 7. \| Pavel Sivakov \| Ineos Grenadiers \| + 4m35s \| \| \| 8. \| Tao Geoghegan Hart \| Ineos Grenadiers \| + 4m35s \| \| \| 9. \| Remco Evenepoel \| Quick-Step Alpha Vinyl \| + 4m36s \| \| \| 10. \| Richard Carapaz \| Ineos Grenadiers \| + 4m42s \| \| |                    |                        |           |
| |                    |                        |           |
| Fonte: ProCyclingStats |                    |                        |           |
| Classificação geral |                    |                        |           |
| Ciclista | Ciclista           | Equipe                 | Tempo     |
| 1. | Rudy Molard        | Groupama-FDJ           | 16h07m22s |
| 2. | Fred Wright        | Bahrain Victorious     | + 2s      |
| 3. | Nikias Arndt       | Team DSM               | + 1m09s   |
| 4. | Lawson Craddock    | BikeExchange-Jayco     | + 2m27s   |
| 5. | Primož Roglič      | Jumbo-Visma            | + 4m09s   |
| 6. | Sepp Kuss          | Jumbo-Visma            | + 4m22s   |
| 7. | Pavel Sivakov      | Ineos Grenadiers       | + 4m35s   |
| 8. | Tao Geoghegan Hart | Ineos Grenadiers       | + 4m35s   |
| 9. | Remco Evenepoel    | Quick-Step Alpha Vinyl | + 4m36s   |
| 10. | Richard Carapaz    | Ineos Grenadiers       | + 4m42s   |

### Classificação por pontos
| Classificação por pontos | Classificação por pontos | Classificação por pontos | Classificação por pontos | Classificação por pontos |
| Ciclista                 | Ciclista                 | Equipe                   | Pontos                   |                          |
| ------------------------ | ------------------------ | ------------------------ | ------------------------ | ------------------------ |
| 1.                       | Sam Bennett              | Bora-Hansgrohe           | 127 pts                  |                          |
| 2.                       | Mads Pedersen            | Trek-Segafredo           | 118 pts                  |                          |
| 3.                       | Marc Soler               | UAE Team Emirates        | 47 pts                   |                          |
| 4.                       | Pascal Ackermann         | UAE Team Emirates        | 34 pts                   |                          |
| 5.                       | Tim Merlier              | Alpecin-Deceuninck       | 34 pts                   |                          |
| 6.                       | Daniel McLay             | Arkéa-Samsic             | 34 pts                   |                          |
| 7.                       | Victor Langellotti       | Burgos-BH                | 33 pts                   |                          |
| 8.                       | Primož Roglič            | Jumbo-Visma              | 30 pts                   |                          |
| 9.                       | Ethan Hayter             | Ineos Grenadiers         | 30 pts                   |                          |
| 10.                      | Nikias Arndt             | Team DSM                 | 28 pts                   |                          |

### Classificação da montanha
| Classificação da montanha | Classificação da montanha | Classificação da montanha | Classificação da montanha | Classificação da montanha |
| Ciclista                  | Ciclista                  | Equipe                    | Pontos                    |                           |
| ------------------------- | ------------------------- | ------------------------- | ------------------------- | ------------------------- |
| 1.                        | Victor Langellotti        | Burgos-BH                 | 13 pts                    |                           |
| 2.                        | Roger Adrià               | Equipo Kern Pharma        | 6 pts                     |                           |
| 3.                        | Lawson Craddock           | BikeExchange-Jayco        | 5 pts                     |                           |
| 4.                        | Marc Soler                | UAE Team Emirates         | 5 pts                     |                           |
| 5.                        | Joan Bou                  | Euskaltel-Euskadi         | 5 pts                     |                           |
| 6.                        | Rudy Molard               | Groupama-FDJ              | 4 pts                     |                           |
| 7.                        | Primož Roglič             | Jumbo-Visma               | 3 pts                     |                           |
| 8.                        | Julius van den Berg       | EF Education-EasyPost     | 3 pts                     |                           |
| 9.                        | Jarrad Drizners           | Lotto-Soudal              | 3 pts                     |                           |
| 10.                       | Thomas De Gendt           | Lotto-Soudal              | 2 pts                     |                           |

### Classificação dos jovens
| Classificação dos jovens | Classificação dos jovens | Classificação dos jovens | Classificação dos jovens | Classificação dos jovens |
| Ciclista                 | Ciclista                 | Equipe                   | Tempo                    |                          |
| ------------------------ | ------------------------ | ------------------------ | ------------------------ | ------------------------ |
| 1.                       | Fred Wright              | Bahrain Victorious       | 16h07m24s                |                          |
| 2.                       | Pavel Sivakov            | Ineos Grenadiers         | + 4m33s                  |                          |
| 3.                       | Remco Evenepoel          | Quick-Step Alpha Vinyl   | + 4m34s                  |                          |
| 4.                       | Carlos Rodríguez         | Ineos Grenadiers         | + 4m40s                  |                          |
| 5.                       | João Almeida             | UAE Team Emirates        | + 5m00s                  |                          |
| 6.                       | Brandon McNulty          | UAE Team Emirates        | + 5m00s                  |                          |
| 7.                       | Juan Ayuso               | UAE Team Emirates        | + 5m00s                  |                          |
| 8.                       | Sergio Higuita           | Bora-Hansgrohe           | + 5m08s                  |                          |
| 9.                       | Gino Mäder               | Bahrain Victorious       | + 5m09s                  |                          |
| 10.                      | Juan Pedro López         | Trek-Segafredo           | + 5m09s                  |                          |

### Classificação por equipas
| Classificação por equipes | Classificação por equipes | Classificação por equipes | Classificação por equipes |
| Equipe                    | Equipe                    | Tempo                     |                           |
| ------------------------- | ------------------------- | ------------------------- | ------------------------- |
| 1.                        | Groupama-FDJ              | 47h40m10s                 |                           |
| 2.                        | UAE Team Emirates         | + 1m27s                   |                           |
| 3.                        | BikeExchange-Jayco        | + 1m29s                   |                           |
| 4.                        | Movistar Team             | + 1m34s                   |                           |
| 5.                        | Bahrain Victorious        | + 1m40s                   |                           |
| 6.                        | Quick-Step Alpha Vinyl    | + 2m12s                   |                           |
| 7.                        | Astana Qazaqstan Team     | + 2m22s                   |                           |
| 8.                        | Equipo Kern Pharma        | + 2m56s                   |                           |
| 9.                        | Burgos-BH                 | + 3m34s                   |                           |
| 10.                       | Ineos Grenadiers          | + 5m55s                   |                           |

## Abandonos
Daan Hoole não tomou a saída depois de ter dado positivo em COVID-19.